# سندی استوارت (بازیکن فوتبال)
سندی استوارت (انگلیسی: Sandy Stewart؛ زادهٔ ۱۴ اکتبر ۱۹۶۵) بازیکن فوتبال اهل بریتانیا است.
از باشگاه‌هایی که در آن بازی کرده‌است می‌توان به باشگاه فوتبال پاتریک تیسل، باشگاه فوتبال کیلمارنوک، و باشگاه فوتبال هارت آف میدلوتیان اشاره کرد.